# ماركوس دوثيت
ماركوس دوثيت (بالإنجليزية: Marcus Douthit) مواليد 15 أبريل 1980 في سيراكيوز، هو لاعب كرة سلة أمريكي معتزل. بدأ مسيرته الاحترافية في سنة 2004. تم اختياره من قبل فريق لوس أنجلوس ليكرز خلال الدرافت. حمل الرقم 11. يبلغ طوله 6 قدم 11 بوصة (2.1 م). مثّل منتخب بلاده. حقق المركز الثاني في بطولة أمم آسيا لكرة السلة 2013.

## المسيرة الاحترافية
لعب مع سبيرو شارلوروا في سنة 2005، ثم لعب مع كانتون شارج في موسم 2005–2006، ثم لعب مع كانتون شارج في موسم 2006–2007، ثم لعب مع نادي كراسني كريليا لكرة السلة في موسم 2009–2010.

## الميداليات
| الميدالية | المسابقة                       |
| --------- | ------------------------------ |
| فضية      | بطولة أمم آسيا لكرة السلة 2013 |

## روابط خارجية
- ماركوس دوثيت على موقع الاتحاد الدولي لكرة السلة (الإنجليزية)
- ماركوس دوثيت على موقع سبورتس رفرنس (الإنجليزية)
- ماركوس دوثيت على موقع كرة السلة الأوروبية.كوم (الإنجليزية)
- ماركوس دوثيت على موقع DraftExpress.com (الإنجليزية)
- ماركوس دوثيت على موقع كلية كرة السلة في سبورتس رفرنس.كوم (الإنجليزية)
- ماركوس دوثيت على موقع ريلجم (الإنجليزية)
- ماركوس دوثيت على موقع بروبوليرز (الإنجليزية)
- ماركوس دوثيت على موقع سبورتس رفرنس (الإنجليزية)
- ماركوس دوثيت على موقع سبورتس رفرنس (الإنجليزية)